# Dennis Duncan
Dennis Duncan, auch Dennis John Balle Duncan, (geboren 18. Oktober 1974) ist ein britischer Linguist, Literaturwissenschaftler, Autor und Übersetzer.

## Leben
Dennis Duncan studierte zunächst Informatik an der University of Manchester mit einem Master in Computing Science und anschließend Anglistik. Er wurde 2011 mit der Dissertation Tropes of translation and conceptions of the subject in the work of the Oulipo am Birkbeck promoviert.
Er arbeitete als Lecturer am Birkbeck und danach als Postdoctoral Fellow an der Bodleian Library, Oxford und als Fellow an der Universität Cambridge. Er erhielt 2019 eine Stelle als Lecturer am University College London.
Duncan forschte über das Collège de ’Pataphysique und die daraus hervorgegangene Literatengruppe Oulipo. Er edierte und übersetzte die zwischen 1927 und 1930 erschienenen Ausgaben der surrealistischen Zeitschrift Le Grand Jeu ins Englische.
Duncan schrieb 2021 ein populärwissenschaftliches Buch über kulturgeschichtliche Bedingungen und Wirkungen des in der frühen Neuzeit erfundenen Buchindexes.

## Schriften (Auswahl)
- (Hrsg.): Pataphysical Letters: The Correspondence of René Daumal and Julien Torma. London: Atlas, 2012.
- (Hrsg.): Theory of the Great Game: Writings from Le Grand Jeu. London: Atlas, 2015.
- (Hrsg.): Tom McCarthy: Critical Essays. Canterbury: Gylphi, 2016.
- Dennis Duncan, Stephen J. Harrison, Katrin Kohl, Matthew Reynolds: Babel: Adventures in Translation. Oxford: Bodleian Libraries, 2018 Ausstellungskatalog.
- Dennis Duncan, Adam Smyth (Hrsg.): Book Parts. Oxford: Oxford University Press, 2019, ISBN 978-0-19-881246-3.
- The Oulipo and Modern Thought. Oxford: Oxford University Press, 2019.
- Index. A History of the: A Bookish Adventure from Medieval Manuscripts to the Digital Age. London: Allen Lane, 2021.
  - Index, eine Geschichte des. Vom Suchen und Finden. Übersetzung Ursel Schäfer. München: Antje Kunstmann, 2022, ISBN 978-3-95614-513-1.